# Rue Saint-Jean-en-Isle
La rue Saint-Jean-en-Isle est une rue piétonne du centre de Liège reliant la rue de la Casquette à la rue du Pot d'Or.

## Odonymie
Cette rue se réfère à la collégiale Saint-Jean-en-l'Isle située à une centaine de mètres plus au nord. L'Isle appelée aujourd'hui quartier latin de Liège était l'espace compris entre deux bras de la Meuse. Ces bras furent comblés au cours du XIXe siècle.

## Description

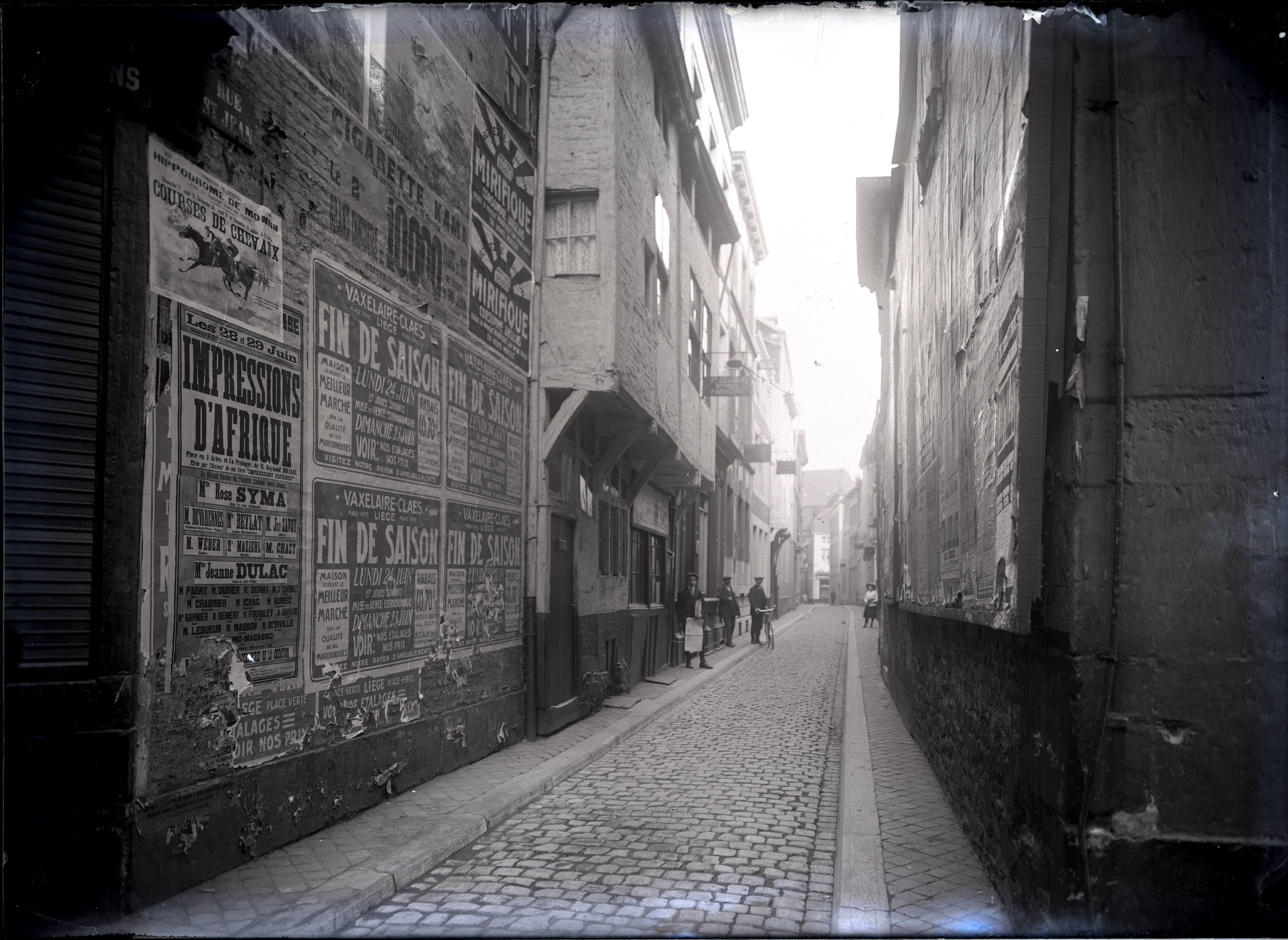
Extrémité sud-est de la rue en 1898, par Eugène Polain.

Cette ancienne rue étroite, plate et pavée fait partie du Carré. Dans les années 1980, elle est aménagée en zone piétonne.

## Architecture
Une vingtaine d'immeubles ont été construits au XVIIIe siècle et au XIXe siècle. Ils sont repris à l'inventaire du patrimoine culturel immobilier de la Wallonie.
Au no 11, se trouve une maison bâtie au XVIIe siècle. Le rez-de-chaussée a été érigé en pierre calcaire alors que les étages sont en brique. Le premier étage est percé de baies à meneaux et traverses en tuffeau à encadrement mouluré.

## Voies adjacentes
- Rue du Diamant
- Rue de la Casquette
- Rue du Pot d'Or
- Rue d'Amay